# Anthony Cellier
Pour les articles homonymes, voir Cellier.
Anthony Cellier, né le 1er juin 1975 à Pierrelatte, est un homme politique français.
Membre de La République en marche, il est élu député en 2017 dans la troisième circonscription du Gard. Il est membre de la commission des Affaires économiques à l'Assemblée nationale et occupe différentes fonctions ayant trait à l'énergie. 
De décembre 2020 à novembre 2022, il est notamment président du Conseil supérieur de l'énergie.

## Biographie

### Parcours professionnel
Directeur de publicité grands comptes, il a commencé sa carrière à Nice en 2000, avant de revenir dans le Gard, en convainquant son entreprise en 2005 de créer son poste dans la vallée du Rhône. 
Député de la 3 eme  circonscription du Gard de 2017 a 2022
Membre du collège de la Commission de Régulation de l’Energie depuis 2022.  

### Vie personnelle
Son épouse Claire Poudevigne enseigne le français dans un lycée.

### Parcours politique

#### Débuts
Il est élu conseiller municipal en 2014 à Bagnols-sur-Cèze dans le Gard. Chargé de la communication et des nouvelles technologies, il relance le magazine municipal de sa commune et travaille sur l'installation d'un nouvel opérateur de téléphonie 4G sur sa commune ainsi que sur le déploiement du réseau de fibre optique.

#### Député LREM de laXVelégislature
Il devient animateur du comité local En marche ! du Gard Rhodanien et responsable communication de la campagne présidentielle d'Emmanuel Macron dans le Gard,. Investi par le mouvement En Marche ! pour les élections législatives, il est élu député de la 3e circonscription du Gard le 18 juin 2017 avec 59,02 % des suffrages exprimés face à Monique Tézenas du Montcel, conseillère régionale FN. Sa suppléante est Élodie Martinez, élue à Remoulins.

#### Commission de régulation de l'énergie
Sur proposition de la Présidente de l’Assemblée nationale, Yaël Braun-Pivet, Anthony Cellier est désigné membre du collège de la Commission de régulation de l’énergie à partir du 24 octobre 2022.

## Engagements et prises de position
Anthony Cellier se dit particulièrement intéressé par les questions relatives à l’énergie, expliquant que ce sujet « entre en forte résonance avec les thématiques de [sa] circonscription ». Membre du Conseil supérieur de l'énergie à partir de 2017, il en prend la présidence en décembre 2020. Avec Jean-Charles Colas-Roy, il anime un groupe de travail informel sur l’énergie, ouvert aux parlementaires LRM, en contact avec le cabinet du ministre de la Transition écologique et solidaire. Il plaide pour que le budget de l'État en 2019 intègre une compensation pour la perte de fiscalité locale liée à la fermeture en 2016 de la centrale thermique d'Aramon, située dans sa circonscription. 
En 2019, Anthony Cellier est désigné rapporteur à l'Assemblée nationale du projet de Loi Énergie Climat.
Il occupe différents postes ayant trait à l'énergie : co-président du groupe d’études « énergies vertes » à l'Assemblée, vice-président de celui sur les « enjeux économiques de la filière industrielle énergétique ». Il est également membre de l’observatoire national du service public de l’électricité et du gaz ainsi que du Haut comité pour la transparence et l’information sur la sécurité nucléaire.
En octobre 2021, Anthony Cellier réunit dans le Gard rhodanien la filière nucléaire française dont les dirigeants d'EDF, d'Orano et du Commissariat à l'énergie atomique et aux énergies alternatives. L'objectif de cette rencontre était de parler de l'avenir de la filière nucléaire et d'évoquer les perspectives sur les prochaines années au regard de l'atteinte de la Neutralité carbone d'ici 2050.
En novembre 2021, lors de l'examen de la loi de finances pour 2022, Anthony Cellier fait voter une mesure visant à prolonger l'éco-Prêt à taux zéro en France jusqu'à fin 2023 et à en rehausser le plafond jusqu'à 50 000 euros pour un bouquet de travaux de Rénovation énergétique.
En décembre 2021, Anthony Cellier publie une communication sur la hausse des prix de l'énergie. Il appelle à engager des réformes structurelles pour limiter notre dépendance aux Énergies fossiles en investissement massivement dans la Maîtrise de la demande en énergie, le nucléaire et les énergies renouvelables.
En février 2021, conformément à l'article 12 de la Loi Énergie Climat, Anthony Cellier publie une communication sur le suivi des mesures d'accompagnement des salariés concernés par la fermeture des Centrales à charbon.